# Benim nos Jogos Olímpicos de Verão de 2016
Benim participou dos Jogos Olímpicos de Verão de 2016, que foram realizados na cidade do Rio de Janeiro, no Brasil, de 5 de agosto até 21 de agosto de 2016.

## Natação
| Atleta         | Prova                | Manga | Manga         | Semi-final    | Semi-final    | Final         | Final         |
| Atleta         | Prova                | Tempo | Classificação | Tempo         | Classificação | Tempo         | Classificação |
| -------------- | -------------------- | ----- | ------------- | ------------- | ------------- | ------------- | ------------- |
| Laraïba Seibou | 50 m livre feminino  | 33.01 | 77            | Não se apurou | Não se apurou | Não se apurou | Não se apurou |
| Jules Bessan   | 50 m livre masculino | 27.32 | 77            | Não se apurou | Não se apurou | Não se apurou | Não se apurou |